# Honoré Fragonard
Honoré Fragonard, född den 13 juni 1732 i Grasse, död den 5 april 1799 i Charenton-le-Pont, var en fransk anatom. Han var kusin till målaren Jean-Honoré Fragonard,
Fragonard var den förste direktorn vid den 1766 öppnade veterinärskolan École vétérinaire d'Alfort. Hans écorchéer är de mest betydande utställningsföremålen vid det medicinhistoriska museet Musée Fragonard.